# Atractodes praecautus
Atractodes praecautus är en stekelart som beskrevs av Forster 1876. Atractodes praecautus ingår i släktet Atractodes och familjen brokparasitsteklar. Inga underarter finns listade.